# Lawrenceville, Québec
Lawrenceville är en bykommun (municipalité de village) i provinsen Québec i Kanada. Den ligger i regionen Estrie, i den sydöstra delen av landet, 260 km öster om huvudstaden Ottawa.